# Station Hapton
Hapton is een spoorwegstation van National Rail in Hapton, Burnley in Engeland. Het station is eigendom van Network Rail en wordt beheerd door Northern Rail. 